# Cochranton
Cochranton is een plaats (borough) in de Amerikaanse staat Pennsylvania, en valt bestuurlijk gezien onder Crawford County.

## Demografie
Bij de volkstelling in 2000 werd het aantal inwoners vastgesteld op 1148. In 2006 is het aantal inwoners door het United States Census Bureau geschat op 1086, een daling van 62 (-5,4%).

## Geografie
Volgens het United States Census Bureau beslaat de plaats een oppervlakte van 3,1 km², geheel bestaande uit land. Cochranton ligt op ongeveer 337 m boven zeeniveau.

## Plaatsen in de nabije omgeving
De onderstaande figuur toont nabijgelegen plaatsen in een straal van 16 km rond Cochranton.